# Polyddacrys
Polyddacrys är ett släkte av skalbaggar. Polyddacrys ingår i familjen vivlar.
Kladogram enligt Catalogue of Life:
| Polyddacrys | \| \| Polyddacrys brevicollis \| \| \| \| \| \| Polyddacrys mucronatus \| \| \| \| \| \| Polyddacrys nigrofasciatus \| \| \| \| \| \| Polyddacrys seriegranosus \| \| \| \| |
|             | \| \| Polyddacrys brevicollis \| \| \| \| \| \| Polyddacrys mucronatus \| \| \| \| \| \| Polyddacrys nigrofasciatus \| \| \| \| \| \| Polyddacrys seriegranosus \| \| \| \| |
|             | Polyddacrys brevicollis |
|             | |
|             | Polyddacrys mucronatus |
|             | |
|             | Polyddacrys nigrofasciatus |
|             | |
|             | Polyddacrys seriegranosus |
|             | |